# Галиця (Ніжинський район)
Га́лиця — село в Україні, у Ніжинському районі Чернігівської області. Населення становить 1119 осіб. Входить до складу Лосинівської селищної громади.

## Історія
У 1758 році в Галиці Монастирицької сотні Прилуцького полку налічувалось 50 дворів та 1076 осіб, 1759 — 50 дворів і 1082 осіб, 1763 — 74 двори, 31 бездворова хата та 1094 особи, 1763 — 74 двори, 30 бездворових хат та 1020 осіб, 1767 — 80 дворів і 1017 осіб, 1768 — 95 дворів, 36 бездворових хат і 1496 осіб, 1769 — 94 двори і 1146 осіб, 1785 — 92 двори, 76 бездворових хат та 1492 особи, 1811 — 231 двір та 1772 особи, 1824 — 317 дворів і 2503 особи.
1866 року у власницькому селі Ніжинського повіту Чернігівської губернії мешкало 2240 осіб (1092 чоловічої статі та 1148 — жіночої), налічувалось 293 дворових господарства, існувала православна церква.
Станом на 1885 рік у колишньому державному та власницькому селі, центрі Галицької волості, мешкало 2655 осіб, налічувалось 560 дворових господарств, існувала православна церква, школа, 4 постоялих будинки, 4 лавки та 2 вітряних млини, відбувались базари.
За переписом 1897 року кількість мешканців зросла до 4021 особи (1955 чоловічої статі та 2066 — жіночої), з яких 3961 — православної віри.
Колишній орган місцевого самоврядування (до 2020) - Галицька сільська рада.
12 червня 2020 року, відповідно до розпорядження Кабінету Міністрів України № 730-р «Про визначення адміністративних центрів та затвердження територій територіальних громад Чернігівської області», увійшло до складу Лосинівської селищної громади.
19 липня 2020 року, в результаті адміністративно-територіальної реформи та ліквідації Ніжинського(1923 - 2020) району, увійшло до складу новоутвореного Ніжинського району.

## Населення

### Мова
Розподіл населення за рідною мовою за даними перепису 2001 року:
| Мова            | Кількість | Відсоток |
| --------------- | --------- | -------- |
| українська      | 1793      | 98.68%   |
| російська       | 13        | 0.71%    |
| білоруська      | 6         | 0.33%    |
| румунська       | 2         | 0.11%    |
| польська        | 1         | 0.06%    |
| інші/не вказали | 2         | 0.11%    |
| Усього          | 1817      | 100%     |

## Люди
У Галиці народилися:
- Вощевський Валерій Миколайович (1956) — український аграрій та політик. Віце-прем'єр-міністр (з 2014 року).
- Голобородько Володимир Ілліч (1940) — український журналіст, письменник-сатирик.
- Дубовий Іван Костянтинович (1894—1956) — полковник Армії УНР.[18]
- Серебріян (Гроза) Ольга Дмитрівна — бібліотекознавець, заступник директора Чернівецької обласної універсальної наукової бібліотеки імені Михайла Івасюка. Лауреат літературно-мистецької премії імені Сидора Воробкевча.
- Шейко Петро Володимирович (1945—2013) — український аграрій та політик. Народний депутат України II скликання; заступник Міністра агропромислового комплексу (1998—2000).
- Бєлан Роман Васильевич — (1906—1982) директор кмк